# عزیزم (فیلم ۲۰۱۰)
عزیزم (به انگلیسی: Darling) فیلمی هندی محصول سال ۲۰۱۰ و به کارگردانی ای.کارونکاران است. در این فیلم بازیگرانی همچون پرابهاس، کجال آگاروال، پرابو، شرادها داس، موکش ریشی و کوتا سرینیواسا راو ایفای نقش کرده‌اند.